# La Guerre des Stevens
Drôles de vacances
La Guerre des Stevens ou Drôle de frère (Even Stevens) est une série télévisée américaine en 65 épisodes de 22 minutes, créée par Matt Dearborn, produite par les studios Disney et diffusée aux États-Unis entre le 17 juin 2000 et le 2 juin 2003 sur Disney Channel.
En France, elle est d'abord diffusée sur Disney Channel sous le nom Drôle de frère, puis rediffusée dans l'émission  KD2A sur France 2 en étant renommée La Guerre des Stevens bien que les nouveaux épisodes diffusés sur Disney Channel continuent à être appelés Drôle de frère. Elle est ensuite rediffusée dans l'émission Ludo sur France 4, sur France Ô, sur Disney XD et sur Boing. Au Québec, elle est diffusée sur VRAK.TV, également sous le nom Drôle de frère.
En Belgique, la série a été diffusée sur Club RTL.
C'est le premier rôle de Shia LaBeouf et la série qui l'a fait connaître au public. Drôles de vacances, un téléfilm faisant suite à la série, est sorti en 2003.

## Synopsis
La série suit la vie des Stevens, famille vivant près de Sacramento en Californie. Le plus jeune de la famille, Louis Stevens (Shia LaBeouf), est un garçon profondément immature et paresseux. Il passe son temps à faire des blagues avec son meilleur ami Alan Twitty (A. J. Trauth). Son père Steve (Tom Virtue), avocat, et sa mère Eileen (Donna Pescow), sénatrice américaine, n'en peuvent plus de son comportement, préférant sa sœur Ren (Christy Carlson Romano), fille studieuse et bien élevée, et son frère Donnie (Nick Spano), brillant sportif. Ren est souvent la cible des farces de Louis mais leur relation est tout de même fraternelle.

## Distribution

### Acteurs principaux
- Shia LaBeouf (VF : Donald Reignoux (dialogues) ; Michael Saint Pol (chants)) : Louis Stevens
- Christy Carlson Romano (VF : Sylvie Jacob (dialogues) ; Liliane Davis (chants)) : Ren Stevens
- Nick Spano (VF : Benoît Du Pac) : Donnie Stevens
- Tom Virtue (VF : Olivier Destrez) : Steve Stevens
- Donna Pescow (VF : Blanche Ravalec) : Eileen Stevens

### Acteurs récurrents
- A. J. Trauth (VF : Hervé Rey) : Alan Twitty
- Margo Harshman (VF : Élodie Ben) : Tawny Dean
- Fred Meyers (VF : Charles Pestel) : Tom Gribalski
- Lauren Frost (VF : Laura Préjean) : Ruby Mendel
- Kenya Williams (VF : Julie Turin) : Monique Taylor
- Gary LeRoi Gray (VF : Odile Schmitt) : Nelson Minkler
- Steven Anthony Lawrence (VF : Gwenaël Sommier : saison 2 puis Brigitte Lecordier : saison 3) : Bernard « La Brioche » (Beans en VO) Aranguren
- Ty Hodges (VF : Yann Le Madic) : Lawrence Anthony « Larry » Beale
- Jim Wise (VF : Marc François) : le coach Tugnut
- George Anthony Bell (VF : Frédéric Norbert) : le principal Conrad Wexler
- Lisa Foiles : Carla
- Krysten Leigh Jones : Marla
- Brandon Davies (VF : Fabrice Trojani) : Robert « Bobby » Deaver

### Acteurs secondaires

#### Apparaissant dans plusieurs saisons
- Jerry Messing (VF : Jim Redler) : Artie Ryan
- Kelli McCarty (VF : Hélène Chanson) : Mme Lovelson
- Eric Jungmann (VF : Dimitri Rougeul) : Ivan
- Brandon Baker (VF : Yoann Sover) : Zack Estrada
- Jayson Weiss : Lefkowitz
- Jody Howard (VF : Marie-Martine) : Cynthia Mills
- Molly Orr : Denise
- Eddie Vee (VF : Olivier Korol) : le DJ Breezy Breeze

Introduits dans la saison 1
- Seth Adam Jones : Trevor Dunn
- Shannon Marshall : Charlotte
- Megan Miyahira (VF : Nathalie Bienaimé) : Jewel
- E.J. Callahan : un professeur
- Anthony Burch (VF : Alexis Tomassian) : Ernie Morton
- Murphy Dalton : M. Walch
- Lilian Adams : Barbara Brunswick
- Kimberly Brooks (VF : Maïk Darah) : Mme Baker
- Wendy Worthington (VF : Francine Lainé) : Elsa Schotz
- Jennifer Freeman (VF : Patricia Legrand) : Chloé
- Chris Marquette (VF : Hervé Grull) : Curtis
- Scott Thompson Baker : Porter Dandridge
- Jay Leggett (VF : Jean-François Aupied) : Wallace Randall
- Samantha Brooks (VF : Laëtitia Godès) : Carly Blaine
- Joe Flaherty (VF : Jean-Luc Kayser) : M. Rupert

Introduits dans la saison 2
- Brenden Jefferson : Ryan Zellpepper
- Bianca Lopez : Mandy Sanchez
- James Healy Jr. (VF : Michel Dodane) : M. Winnick
- Mark Berry (VF : Didier Cherbuy) : lui-même
- Christian Burns (VF : Matthieu Buscatto) : lui-même
- Ste Mcnally (VF : Lionel Melet) : lui-même
- Wesley Mann (VF : Jean-Pierre Moulin) : M. Caprizzi
- Greg Ellis (VF : Guillaume Lebon) : le chef Pierre
- Michael Tylo (VF : Jean-Luc Kayser) : Dave Woods
- Lee Benton (VF : Sylvie Ferrari) : Dottie Woods
- Jeremy Guskin (VF : Jérôme Berthoud) : Zippy Winds
- J.D. Hall (VF : Michel Prud'homme) : Dr Henri LaGrange
- Jim Meskimen (VF : Philippe Ariotti) : Dr Dean
- Chad Rhines (VF : Laurent Morteau) : lui-même
- Walter Franks (VF : Emmanuel Karsen) : David Blackburn
- Deprise Brescia (VF : Caroline Lallau) : Mlle Morgan
- Richard Kind (VF : Patrice Keller) : l'oncle Chuck
- Mindy Sterling (VF : Odette Barrois) : Mme Lynch
- Robert Pine (VF : Thierry Monfray) : Specs Richardson
- Daniel Faltus (VF : Didier Cherbuy) : Chives

Introduits dans la saison 3
- Tara Lynn Thompson : Kim
- Tania Gunadi : Allison Wong
- Kim Delgado : Gus
- Sean Faris : Scott Brooks
- Marc Daniel : Hector
- Alexander Folk : M. Hale
- Spencer Redford (VF : Naïke Fauveau) : Chris
- Eamonn Roche (VF : François Pacôme) : M. Landau
- Federico Dordei (VF : Antoine Nouel) : Roland
- Gibby Grand (VF : Jean-Claude de Goros) : le Père O'Neil
Version française
  - Société de doublage : Studio SOFI
  - Direction artistique : Blanche Ravalec
  - Adaptation des dialogues : Esther Cuesta, Daniel Fica, Liliane Rousset, Pierre Pauffin et Gérard Salva

Source et légende : version française (VF) sur Doublage Séries Database et selon le carton du doublage français à la fin de chaque épisode.

## Épisodes

### Première saison (2000-2001)
| N° | Titre français          | Titre original           | Diffusion française | Diffusion originale | Code prod. |
| -- | ----------------------- | ------------------------ | ------------------- | ------------------- | ---------- |
| 1  | Une bonne action        | Swap.com                 |                     | 17 juin 2000        | 102        |
| 2  | Les Gènes des Stevens   | Stevens Genes            |                     | 24 juin 2000        | 101        |
| 3  | C'est utile, une sœur   | Take My Sister... Please |                     | 1er juillet 2000    | 104        |
| 4  | L'Idole déchue          | What'll Idol Do ?        |                     | 8 juillet 2000      | 103        |
| 5  | Yvette                  | All About Yvette         |                     | 15 juillet 2000     | 106        |
| 6  | Louis en porte-à-faux   | Louis in the Middle      |                     | 22 juillet 2000     | 105        |
| 7  | Sérieusement sérieux    | Foodzilla                |                     | 29 juillet 2000     | 107        |
| 8  | Le Pique-nique familial | Family Picnic            |                     | 5 août 2000         | 108        |
| 9  | Le Bizutage             | Scrub Day                |                     | 12 août 2000        | 109        |
| 10 | En plein effort         | Easy Way                 |                     | 19 août 2000        | 110        |
| 11 | Secrets et Espions      | Secrets and Spies        |                     | 26 août 2000        | 111        |
| 12 | En plein chocolat       | Chocolate Wars           |                     | 2 septembre 2000    | 112        |
| 13 | Visite nocturne         | After Hours              |                     | 9 septembre 2000    | 113        |
| 14 | En avant la musique !   | Battle of the Bands      |                     | 5 janvier 2001      | 114        |
| 15 | Vive La famille !       | Heck of a Hanukkah       |                     | 12 janvier 2001     | 117        |
| 16 | Délicieux Louis         | Luscious Lou             |                     | 19 janvier 2001     | 115        |
| 17 | Au travail !            | Get a Job                |                     | 26 janvier 2001     | 116        |
| 18 | La Folie du cinéma      | Movie Madness            |                     | 2 février 2001      | 118        |
| 19 | Pas de danse            | Strictly Ballroom        |                     | 9 février 2001      | 119        |
| 20 | Presque parfait         | Almost Perfect           |                     | 16 février 2001     | 120        |
| 21 | Souvenirs, souvenirs    | A Weak First Week        |                     | 23 février 2001     | 121        |

### Deuxième saison (2001-2002)
1. Une pièce extraordinaire (Starstruck)
2. La Photo de classe (Shutterbugged)
3. Le Canard (Duck Soup)
4. De sacrées pointures (Quest for Coolness)
5. Le Monde secret des filles (Secret World of Girls)
6. Le Petit Génie (Broadcast Blues)
7. Le Coup monté (Thin Ice)
8. Le Héros (Head Games)
9. Amour et Basketball (Love and Basketball)
10. Les Oiseaux (Devil Mountain)
11. L'Enfant sauvage (Wild Child)
12. Jeu de massacre (Easy Crier)
13. Une histoire à s'arracher les yeux (A Very Scary Story)
14. La Soirée campagnarde (Sadie Hawkins Day)
15. Le Grand Déballage (Sibling Rivalry)
16. La Mascotte (Wombat Wuv)
17. L'Oncle Chuck (Uncle Chuck)
18. L'Affaire Thomas Gribalski (The Thomas Gribalski Affair)
19. La Ren-égate (Ren-Gate)
20. Tractions fatales (Tight End in Traction)
21. Ren connaît la chanson (Influenza: The Musical)
22. La Reine du bowling (Gutter Queen)

### Troisième saison (2002-2003)
1. Le Baiser (The Kiss)
2. Au revoir Mr Pookie (Where in the World Is Pookie Stevens?)
3. L'Amie de mon meilleur ami (My Best Friend’s Girlfriend)
4. La Reine des Toasts (Your Toast)
5. Concert au Sommet (Band on the Roof)
6. Le Concours de beauté (Little Mr. Sacktown)
7. Les Aventuriers de la saucisse perdue (Raiders of the Lost Sausage)
8. Rencontres du troisième type (Close Encounters of the Beans Kind)
9. Le Double Maléfique (Short Story)
10. La Blonde, la Brute et le Ninja (Hutch Boy)
11. Graine de star (Hardly Famous)
12. Le Plus Gros Hamburger du monde (The King Sloppy)
13. Un ami modèle (Boy on a Rock)
14. Le Sale Travail (Dirty Work)
15. Le Grand Plongeon (The Big Splash)
16. Un poids sur la conscience (Beans on the Brain)
17. Une habile supercherie (Snow Job)
18. La Pension des Stevens (Stevens Manor)
19. La Carrière de mes rêves (Model Principal)
20. La Poisse (Surf’s Up)
21. La Tentation de la reine (In Ren We Trust)
22. Le Déménagement (Leavin' Stevens)

## Récompenses
La série a reçu plusieurs récompenses aux États-Unis, notamment aux Daytime Emmy Awards et aux Young Artist Awards et au Royaume-Uni, aux British Academy of Film and Television Arts.